# Girls Aloud
Girls Aloud és un grup musical femení del Regne Unit. Es van formar a través del programa de TV "Popstars: The Rivals" l'any 2002. Girls Aloud han tingut un notable èxit, amb 20 Top 10's consecutius al Regne Unit [incloent 4 Top 1 al Regne Unit] i quatre discs amb bastant èxit. Internacionalment, la seva música no ha estat publicada en tot el món.
Dels seus 21 singles publicats, 20 han entrat al Top 10 de la Gran Bretanya. A més, són l'únic grup sortit de la TV que segueix tenint èxit.
El 2002; Cheryl Cole (abans Tweedy), Nicola Roberts, Nadine Coyle, Kimberley Walsh i Sarah Harding van formar el grup "girls Aloud" (per aquest ordre van entrar a la banda).

## 2002:Popstars: The Rivals
El concurs consistia en dels dos grups escollits (un de 5 nois anomenat: One True Voice i les Girls Aloud) llençarien el seu primer single a les llistes d'èxits, el single que arribes més amunt de les llistes del Regne Unit, guanyaria el concurs definitivament.
El single de la banda de nois va entrar (a sorpresa de tots) al #2 i semana a semana anava fracassant fins a la 4a setmana ja ni existia, i per sorpresa de tots, el single de les Girls Aloud, va entrar al #1 per 4 setmanes consecutives convertint-les en les guanyadores del concurs i en algú més important, en ser el primer grup de noies que aconseguia portar el seu primer single al #1 al nadal.

## 2002:Sound of the Underground
Després de l'èxit de: Sound of the underground, i amb problemes judicials d'una de les components (Cheryl) van llençar el segon single: Noo Good Advice que aconsegueix un notable èxit entrant al #2, després dels dos primers singles amb top 3 llencen la primera balada del grup: Life Got Cold (un migtemps, que era arriscat llençar-lo, ja que tenia molta competència la setmana que era llençat) tot i així, Life Got Cold va aconseguir el número 3 per les noies.
Després d'això els 3 singles de presentació, llencen el seu primer disc complet d'estudi: The sound of the underground que entra al #2 de les llistes, però inesperadament cau ràpid de les llistes de vendes angleses.
Tothom pensava que Girls Aloud ja havia arribat al final, fins que a les noies els i proposen participar enl a cançó principal de la pel·lícula Love Actually, i elles accepten. El single (cover) que és escollit s'anomena Jump!, el single va tornar a les noies l'èxit que estaven perdent arribant al #2 a Anglaterra i aguantant al 'top ten' unes quantes setmanes convertint-se amb el seu segon senzill fins a les dates més reeixit. La discogràfica en veure l'enorme èxit de Jump! decideixen rellançar el seu disc. La reedició del primer disc va ser un gran èxit, ja que gràcies al single Jump! el disc va arribar a ser platí (300,000 còpies).

## 2004:What Will the Neighbours Say?
Després d'un descans del grup, les noies tornen a l'atac amb un nou so, un nou estil pop-dance anomenat "aloudsound"
les noies presentaven amb força el seu nou estil, y el que sería el nou disc d'estudi.
El primer single escollit de la nova "temporada" va anomenarse: The show, amb un video cómic, y unes frases enganxifoses, van aconseguir un altre #2 per la seva llista d'exits, 
el single de show s'anava desinflan i les noies tornen amb una canço que sería un gran boom en cuestio de base airplay, el segon single va ser anomenat: Love Machine, que tornava a aconseguir un #2 a les llistes ingleses, per sota del hit (call on me de eryc praditz) després de l'èxit de Love machine llancen el que serà el seu segon album anomenat amb una de les frases que acompanyen al segon single: What Will The Neighbours Say? (què diran els veïns?) l'àlbum aconsegueix entrar al #6 de les llistes d'exits i vendre 500,000 còpies convertilo en platí altre cop i convertir de nou a les noies en un grup a tenir en compte.
Després de l'èxit de l'àlbum, Comic Relief (una associació benefica contra la pobresa del 3r món) els i proposa participar amb ells ajudanles amb la promoció del que sería el seu tercer single del album a canvi que els beneficis anesin al 3r món.
elles evidentment accepten i llencen com a single: I'll Stand by You (cover de pretenders)
balada d'èxit que arriba al número 1 durant dos semanes i convertinse en el segon single més venut de les noies superan a Jump! del primer disc; per finalitzar la promoció del album, llencen el 4t i últim single del disc: Wake Mu Up que fins ara sería l'únic single que sortiria del top 3 habitual de les noies, entren en el núm. 4 un èxit també.

## 2005:Chemistry
Finalitzan el tour WWTNS? Les noies es posen altre cop a l'estudi, a gravar el que sería un noi album, que tingues com a base el reeixit Aloudsound, però amb nous estils, a l'estiu es llença el primer single del 3r album anomenat: Long Hot Summer una canço molt enganxosa i martxosa, que a molts fans no va agradar (es queixaven que sempre comensaven promocions amb singles pop-xiclet) i entre que molts fans no volien saber res de la nova cançó el single torna a entrar al top ten entran al #7; les noies sabíen que necesitavenl a base de fans de sempre, i van demanar opinió sobre el que havia de ser el nou single, els fans deien l'estil que volien i amb totes les de guanyar, llencen el single Biology que entra al núm. #4 y convertinse en un dels exits mitis del grup, després del segon single llencen el album oficial, anomenat: Chemistry i per desgràcia de molts fans a la seva primera semana surt del top ten acostumats que ens tenien les noies i entra al discret #11 tot i així l'album aconsegueix vendre 370,000 còpies i és platí altre cop; per acompanyar a la promoció del album la discografica llença (en contra la opinio de Girls Aloud) la balada: See The Day que entra al #9 estan el seu single menys venut.
Per acabar la promoció del disc i ajudar a See the day, llencen el 4t i últim single una altra balada Whole Lotta History, tot i ser una opció arriscada, ja que see the day també era balada, Whole lotta history és un èxit i entra al #6 amb competencia mundial. (cantans coneguts mundialment.)
Tot i que les dades d'aquest album han estat discretes, el tour Chemistry ha estat el seu més reeixit fins a la data actual.

## 2006:The Sound of Girls Aloud: The Greatest Hits
Després de 4 anys a peu de canó, de no sortir de les llistes d'exits i nop arar de ser personatges ya populars també, pel cuore. Les noies decideixen llençar el Grans Exits, on tindrien tots els seus primers singles i 3 cançons inedites: Money, I think we're alone nou (va ser el segon single extret del GH i va entrar al núm. #4) i Something kinda ooooh (va ser el single de presentació que va ser #3 però ha estat un dels singles més venuts de l'any) Els grans èxits es converteix en això, un gran èxit convertin el album en doble platí venen 900,000 còpies només a U.K.
Després de nou tour anomenat: the sound of.. girls aloud tour. Comic relief torna a proposar fer el single de l'any per ells, junts amb una altra banda pop de moda a U.K (Sugababes) el single sería una versio d'Aerosmith Walk This Way on les Girls loud VS Sugababes s'esbarallarien cantan.
La batalla de gates funciona convertint el single en èxit que arriba altre cop al número 1. Aquest single no es pot trobar en cap àlbum de tots dos grups. només és inèdit.

## 2007:Tangled Up
Després d'un èxit inapel·lable, el grup grava el nou album anomenat Tangled Up, un album pop anomenat el millor pop que mai ha existit, el millor album pop de l'any, etc. amb Tangled Up la discogràfica es va arriscar a fer vídeos d'alt pressupost perquè creia en les noies. El primer single de presentació és: Sexy no no no! que aconsegueix un #4 i aguantan molta competencia amb un video semblan a Fighter de Xtina aguilera, gran video si.
El segon single un mig temps anomenat: Call the shots un single arriscat, amb una competència on podrien sortir mal parades... tot i així aconsegueix un #2 i aconsegueix ser l'èxit de l'any de Girls Aloud, i convertir-se en el single amb mes semanes al top 40. Després d'aquest reeixit single llencen aquesta semana que bé el nou single : Can't Speak French una canço poten amb un video on elles són unes dones de companya de l'època moderna. El single té pinta d'entrar al top 5.